# Lijst van gemeentelijke monumenten in Maastricht, Wittevrouwenveld
De buurt Wittevrouwenveld in de wijk Maastricht-Oost in Maastricht heeft 235 panden/objecten die als gemeentelijke monumenten zijn beschreven in 27 regels (monumentnummers).
| Object                                                                   | Bouwjaar                      | Architect                                      | Locatie | Coördinaten                   | Nr.                   | Afbeelding                                                              |
| ------------------------------------------------------------------------ | ----------------------------- | ---------------------------------------------- | --- | ----------------------------- | --------------------- | ----------------------------------------------------------------------- |
| Kerk van St. Guliëlmus                                                   | 1957                          | Jos Muré                                       | Aartshertogenplein 1 en Olympiaweg 89-91-93 | 50° 51' 19" NB, 5° 42' 59" OL | 0935/787              | Kerk van St. Guliëlmus                                                  |
| Complex van negen woningblokken                                          | 1935                          | A. Swinkels                                    | Aartshertogenstraat 1-35, Frankenstraat 1-13a, Frankenstraat 2-10a, Keizer Ottostraat 1-5, Parmastraat 7-13 | 50° 51' 12" NB, 5° 43' 12" OL | 0935/866              | Complex van negen woningblokken                                         |
| Woningcomplex                                                            | 1946                          | Jos Muré                                       | Burgemeester Bauduinstraat 57-59, 71-73, 81-83, 89-91, 114-148, Burgemeester Pijlsstraat 4-14 (even nummers), Schepen Engelenstraat 1-7 (oneven nummers), Schepen van Meerbekestraat 1-9 (oneven nummers) , Schepen Pichotstraat 1-9 (oneven nummers) | 50° 51' 19" NB, 5° 42' 43" OL | 0935/796              | Woningcomplex                                                           |
| School en gymzaal                                                        | 1949 (school), 1954 (gymzaal) | Frits Peutz (school) en Theo Boosten (gymzaal) | Burgemeester van Oppenstraat 110 | 50° 51' 11" NB, 5° 42' 41" OL | 0935/809              | School en gymzaal                                                       |
| Vijf portiekflats                                                        | 1952                          | Swinkels                                       | Dagobertstraat 20-42 en 70-92, Karolingenstraat 3a-29, Merovingenstraat 8-18 | 50° 51' 1" NB, 5° 42' 54" OL  | 0935/817              | Vijf portiekflats                                                       |
| Wijkhuis "Stella Maris"                                                  | 1953                          |                                                | Dr. Schaepmanstraat 95 | 50° 51' 17" NB, 5° 42' 59" OL | 0935/824              | Wijkhuis "Stella Maris"                                                 |
| Pastorie in de stijl van het traditionalisme                             | 1924                          | Alphons Boosten                                | Edisonstraat 2 / Voltastraat 45 | 50° 51' 8" NB, 5° 42' 46" OL  | 0935/3805 [dode link] | Upload foto                                                             |
| Voormalige bewaarschool                                                  | 1936                          | Frits Peutz                                    | Edisonstraat 4 | 50° 51' 6" NB, 5° 42' 47" OL  | 0935/3806 [dode link] | Upload foto                                                             |
| Woonhuis met winkel in de traditioneel-ambachtelijke stijl               | ca. 1931                      |                                                | Frankenstraat 138 | 50° 51' 3" NB, 5° 42' 51" OL  | 0935/3807 [dode link] | Upload foto                                                             |
| Voormalig winkelhuis met magazijn in de stijl van het traditionalisme    | 1931, 1933 (verbouwing)       | J. Schoonlingen, J. Sprenger (verbouwing)      | Frankenstraat 140 | 50° 51' 3" NB, 5° 42' 50" OL  | 0935/3822 [dode link] | Upload foto                                                             |
| Voormalig winkelhuis met bovenwoning in de stijl van het traditionalisme | 1931                          | F. Peutz                                       | Frankenstraat 153 | 50° 51' 2" NB, 5° 42' 51" OL  | 0935/3808 [dode link] | Upload foto                                                             |
| Vijf aaneengeschakelde woningen in traditionalistische stijl             | 1933                          | F. Peutz                                       | Frankenstraat 167-173 | 50° 51' 1" NB, 5° 42' 48" OL  | 0935/3821 [dode link] | Upload foto                                                             |
| Twee bronzen beeldjes voorstellende een meisje en een fantasiefiguurtje  |                               | Frans Carlier                                  | Hofmeiersplein tegenover 27B | 50° 51' 12" NB, 5° 43' 5" OL  | 0935/832              | Twee bronzen beeldjes voorstellende een meisje en een fantasiefiguurtje |
| Woonhuis met beneden-en bovenwoning                                      | 1935                          |                                                | Koning Clovisstraat 6ab | 50° 51' 6" NB, 5° 43' 6" OL   | 0935/3795 [dode link] | Upload foto                                                             |
| Winkel-woonhuis                                                          | 1939 (huis), 1954 (uitbouw)   | J. Bellen                                      | Koning Clovisstraat 13 | 50° 51' 5" NB, 5° 43' 8" OL   | 0935/876              | Winkel-woonhuis                                                         |
| Dubbel woonhuis met beneden-en bovenwoningen                             | 1935                          |                                                | Koning Clovisstraat 16-18 | 50° 51' 5" NB, 5° 43' 6" OL   | 0935/3796 [dode link] | Upload foto                                                             |
| Woonhuis                                                                 | 1937                          |                                                | Koning Clovisstraat 53 | 50° 51' 2" NB, 5° 43' 8" OL   | 0935/877              | Woonhuis                                                                |
| Dubbel woonhuis                                                          | 1935                          |                                                | Koning Clovisstraat 57ab | 50° 51' 2" NB, 5° 43' 8" OL   | 0935/875              | Dubbel woonhuis                                                         |
| Twee geschakelde woonhuizen in de stijl van het traditionalisme          | 1933                          | A. J. de Groot                                 | Koning Clovisstraat 72 en 74 | 50° 50' 59" NB, 5° 43' 7" OL  | 0935/3799 [dode link] | Upload foto                                                             |
| Dubbel woonhuis                                                          | 1932                          |                                                | Koning Clovisstraat 77-79 | 50° 50' 59" NB, 5° 43' 8" OL  | 0935/878              | Dubbel woonhuis                                                         |
| Woonhuis                                                                 | 1931                          |                                                | Koning Clovisstraat 91 | 50° 50' 58" NB, 5° 43' 8" OL  | 0935/880              | Woonhuis                                                                |
| Woonhuis                                                                 | 1931                          |                                                | Koning Clovisstraat 93 | 50° 50' 57" NB, 5° 43' 8" OL  | 0935/881              | Woonhuis                                                                |
| Begraafplaats Oostermaas                                                 | 1928                          | A. Boosten                                     | Pastoor Jacobsweg | 50° 51' 10" NB, 5° 43' 23" OL | 0935/924              | Meer afbeeldingen                                                       |
| Woonhuis                                                                 | 1930                          |                                                | Scharnerweg 16 | 50° 50' 56" NB, 5° 43' 9" OL  | 0935/959              | Woonhuis                                                                |
| Ensemble in de stijl van het traditionalisme met eclectische elementen   | 1934                          |                                                | Scharnerweg 96-98-100-102 | 50° 50' 56" NB, 5° 42' 51" OL | 0935/3804             | Ensemble in de stijl van het traditionalisme met eclectische elementen  |
| Herenhuis in de stijl van het traditionalisme                            | 1905                          |                                                | Scharnerweg 106 | 50° 50' 56" NB, 5° 42' 49" OL | 0935/3801             | Herenhuis in de stijl van het traditionalisme                           |
| Bungalow/villa Cox-Geelen                                                | 1959                          | Gerard Snelder                                 | Scharnerweg 108 | 50° 50' 56" NB, 5° 42' 47" OL | 0935/3800             | Bungalow/villa Cox-Geelen                                               |